# 高水熙
高水熙（韓語：고수희，1976年7月18日—），韓國女演員，1999年以話劇《青春禮讚》出道。

## 影視作品

### 電視劇
- 2001年：MBC《戀人》
- 2009年：SBS《自鳴鼓》飾演 牟良慧
- 2009年：MBC《向大地頭球》特別出演
- 2010年：tvN《豐年公寓》飾演 金秋子
- 2012年：MBC《武神》
- 2012年：SBS《時尚王》飾演 班長
- 2012年：KBS《Big》飾演 李京美
- 2012年：MBC《彷彿愛過》
- 2013年：KBS《Drama Special－青春期整合曲（朝鲜语：사춘기 메들리）》
- 2013年：KBS《職場之神》飾演 崔多誠
- 2015年：MBC《憤怒的媽媽》飾演 韓公主
- 2015年：KBS《無理的前進》飾演 崔賢美
- 2016年：MBC《My Little Baby》飾演 姜元淑
- 2018年：MBN《魔女之愛》飾演 趙櫻斗
- 2019年：MBC《沒有第二次》飾演 楊金熙
- 2019年：KBS《Forest》飾演 金護士
- 2020年：Channel A《謊言的謊言》飾演 鄭美珍
- 2024年：tvN《魅惑之人》飾演 占家

### 電影
- 2000年：《綁架門口狗》
- 2000年：《四者性語》
- 2002年：《驚魂歷險》
- 2005年：《鬼紅鞋》飾演 美熙
- 2005年：《親切的金子》飾演 馬女
- 2005年：《你是我的命運》
- 2006年：《漢江怪物》飾演 黃侑順
- 2006年：《沒教養的傢伙》
- 2007年：《那傢伙的聲音》飾演 車秀希
- 2007年：《千年鶴》
- 2007年：《那個男人的書第198頁》飾演 彭喬秀
- 2009年：《像火花像蝴蝶》飾演 素熙
- 2009年：《只是朋友？》
- 2011年：《大海》
- 2011年：《陽光姐妹淘》飾演 玫瑰
- 2014年：《老千：神之手》飾演 宋夫人
- 2015年：《帥氣的噩夢》飾演 婦女會會長
- 2019年：《自行車王嚴福童（朝鲜语：자전차왕 엄복동）》飾演 布匹店女主人（友情出演）
- 2019年：《小委託人》飾演 美愛

## 獲獎列表
- 2007年：東亞戲劇獎演員獎
- 2009年：第16屆讀賣新聞戲劇獎優秀女演員獎

## 外部連結
- 高水熙在NAVER上的资料
- 高水熙在Daum上的资料